# Gra (album Eye for an Eye)
GRA – trzeci album zespołu Eye for an Eye wydany w 2007 roku przez Pasażera.

## Lista utworów
1. Ktoś
2. Nieuniknione
3. Minuta ciszy
4. Akta
5. Znikanie
6. Rewolucja
7. Europejski grzech
8. Idę
9. Protest
10. Ślad
11. Gra